# Соглашение Павелича — Стоядиновича
Соглашение Павелича — Стоядиновича (серб. Споразум Павелић—Стојадиновић, хорв. Sporazum Pavelić-Stojadinović) — политическое соглашение, заключённое между бывшим поглавником Независимого государства Хорватия и лидером партии усташей Анте Павеличем и бывшим премьер-министром Югославии, министром финансов и иностранных дел, университетским профессором Миланом Стоядиновичем. Подписано в августе 1954 года в аргентинской столице Буэнос-Айрес (официально о подписании не сообщалось никогда). По этому соглашению Павелич и Стоядинович договаривались о будущем разграничении независимых Сербии и Хорватии в случае распада Югославии.

## Содержание договора
Договор предусматривал разделение Федеративной Народной Республики Югославии на три независимых страны: Словению, Хорватию и Сербию. Павелич и Стоядинович как представители хорватской и сербской эмиграции расценивали соглашение как временный антикоммунистический союз, поскольку никто из эмиграции не признавал коммунистическую власть Иосипа Броза Тито законной в стране, а соглашение должно было стать заменой провалившемуся соглашению Цветковича — Мачека от 1939 года.
Договор был подписан в августе 1954 года в Буэнос-Айресе. Процесс подписания договора затягивался на протяжении долгого времени, и иногда поступали ошибочные сообщения об отказе от подписания подобного соглашения. Одним из первых, кто подтвердил подписание договора, стал Владко Мачек.

### Границы
Граница между Словенией и Хорватией, утверждённая в СФРЮ, не рассматривалась и не изменялась по договору, поскольку тот не занимался словенским вопросом. Граница между Хорватией и Сербией, согласно договору, должна была стать исторически компромиссной — так называемой «священной сербохорватской линией» (Дунай — Сава — Босна — Неретва — Адриатика) с севера на юг. В рамках договора предлагалось сохранить имеющуюся границу между СР Хорватией и СР Сербией по реке Савы вплоть до слияния Босны с ней, затем провести границу по реке Босне (в том числе и по тому участку реки, который протекает в горах), пройти по горам и дойти до истока Неретвы, после чего провести остаток границы по течению Неретвы вплоть до Адриатики. Боснийская Краина входила в состав Хорватии, а большая часть Центральной и Восточной Боснии, Восточная Герцеговина и Южная Далмация входили в состав Сербии: сербам отдавалось целиком Сараево и дубровникское побережье (за исключением самого Дубровника).
По соглашению предусматривалось мирное переселение (с личным имуществом) на исторические родины как всех сербов, оказавшихся на территории Хорватии, так и всех хорватов и бошняков, оказавшихся на территории Сербии. Обе стороны обязывались соблюдать принципы международного права и взаимоуважения, а также признавать право на существование культур друг друга (в том числе официальную историю и языки). На территории Сербии официальным языком становился сербский язык (экавское наречие) с использованием кириллицы, на территории Хорватии — хорватский язык (екавское наречие) с использованием латиницы.
Македония и Черногория не упоминались где-либо в договоре, но с высокой долей вероятности можно утверждать, что Стоядинович настаивал на их включении в состав Сербии.

## Реакция
По иронии судьбы, соглашение было раскритиковано и осуждено обеими сторонами, а также коммунистическими властями страны. Хорватская и сербская политические миграции обвинили соответственно Павелича и Стоядиновича в предательстве национальных интересов, причём хорваты высказывали особенно сильное недовольство. Стоядиновича обвиняли преимущественно в попытке заключить мир с непримиримым врагом Сербии, устроившим геноцид сербов, хотя сам Павелич испытывал большое уважение к Стоядиновичу, несмотря на поддержку последним сербского национализма. Стоядинович же считал Павелича одним из самых адекватных хорватских политиков.
По мнению хорватской миграции, историческая граница Хорватии проходила по Дрине, и отказ Павелича от побережья Дрины расценивался как настоящее предательство (у усташей также был боевой клич — «Всё до Дрины!»). Павелича также обвиняли в том, что он сдал Срем, Боснию, Герцеговину и Далмацию Сербии точно так же безответственно, как когда-то отдал Далмацию Италии (сторонники усташей считают и эту подобную уступку итальянским союзникам настоящим предательством). Количество представителей эмиграции, одобривших договор, очень невелико. Дидо Кватернику приписываются следующие слова, связанные с переговорами Павелича и Стоядиновича и характеризующие его отношение к заключению соглашения: «Сколько народа бы выжило, если бы они [Павелич и Стоядинович] начали пить вместе лет двадцать назад».
Сами югославские власти называли иронично подобное соглашение «счётом без корчмаря» (сербохорв. Račun bez krčmara / Рачун без крчмара), поскольку Павелич и Стоядинович вообще не были чьими-либо официальными представителями. О заключении соглашения средства массовой информации Югославии молчали.